# Myxinikela siroka
Myxinikela siroka é a única espécie de peixe-bruxa do gênero Myxinikela. Existiu há 330 milhões de anos (período Pennsylvaniano) e está extinta. Existe um gênero irmão chamado Gilpichthys, também extinto, mas há dúvidas se eles pertencem ao mesmo grupo.